# 알리 샤리아티

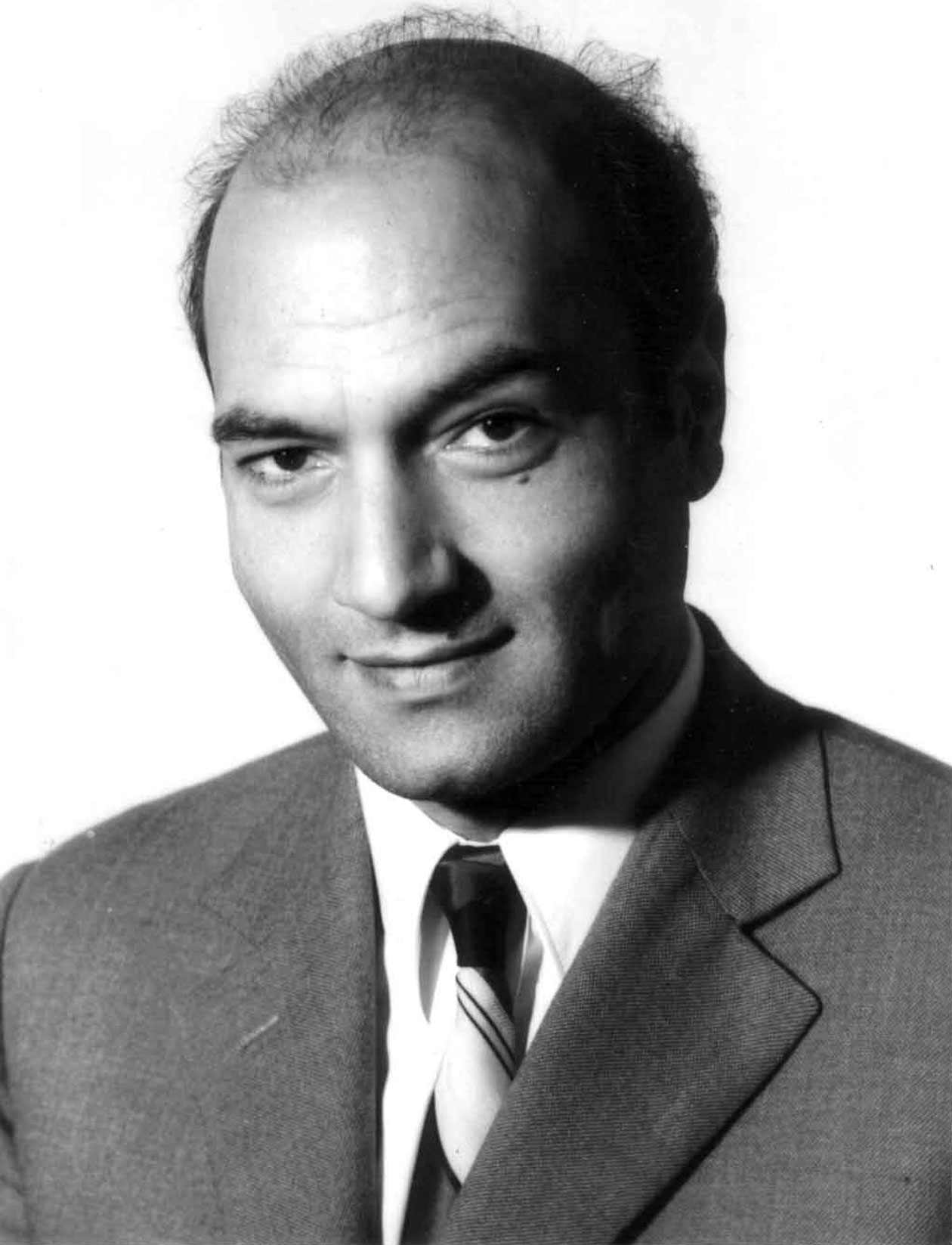

알리 샤리아티 마지나니(페르시아어: علی شریعتی مزینانی: 1933년 11월 23일 - 1977년 6월 18일)는 이란의 혁명가, 사회학자, 이슬람 사회주의 사상가다. 20세기 이란 지성사에서 가장 중요한 사람이고, “이란 혁명의 이데올로그”라고도 불렸다. 하지만 혁명이 일어나기 전에 사망했고, 혁명 이후 이란이슬람공화국은 그의 정견이나 이념과는 다른 방향으로 건설되었다.